# Eugénie Anselin
Eugénie Anselin est une actrice franco-luxembourgeoise née le 1er janvier 1992 à Poissy dans les Yvelines.

## Biographie
Elle est née à Poissy, en France, dans les Yvelines,. Sa famille s'installe quelques années plus tard à Frankfort en Allemagne, puis au Luxembourg.
Elle étudie le théâtre à Zurich, à la Zürcher Hochschule der Künste, puis enchaîne les rôles au théâtre et au cinéma.

## Filmographie

### Cinéma
- 2007 : Freigesprochen : la fille française
- 2009 : Verso
- 2012 : Mobile Home : Maya
- 2013 : Errances : Émilie
- 2015 : La Face cachée de la Lune : Pat
- 2015 : Eng nei Zäit : Mathilde
- 2016 : Streik : Flou
- 2017 : The Captain : L'Usurpateur : Irmgard
- 2017 : Traces : la stagiaire
- 2018 : Funan
- 2018 : Femme invisible : Dr Ross
- 2019 : Dreamland : la jolie femme de ménage
- 2019 : Deux : Christiane
- 2019 : Is That, Your Real Job? : une hôtesse de l'air
- 2021 : Defining Leift : Caroline
- 2021 : Caroline sur le toit : Caroline
- 2022 : Lost Transport : Vera
- 2023 : Neuanfang : Inge Espinoza
- 2023 : Adam : Rachel
- 2023 : Complètement cramé ! : Manon
- 2025 : L'Été de Jahia : Alexandra

### Télévision
- 2011 : Weemseesdet[2] : Charlotte Wampach
- 2018 : Soko brigade des stups : Michelle Schückens (1 épisode)
- 2018-2020 : Bad Banks : Marine (2 épisodes)
- 2019 : Unité 42 : Émilie Sarraq (1 épisode)
- 2021 : Baraki : Lilly (1 épisode)
- 2022 : Brigade du crime : Klara Hussmann (1 épisode)

## Théâtre
- 2018 : WOW d'Antoine Morin[5]
- 2018 : Sales gosses de Mihaela Michailov[6]
- 2021 : La Plus Précieuse des marchandises de Charles Tordjman[7]